# Molvanië: een land gevrijwaard van moderne tandheelkunde

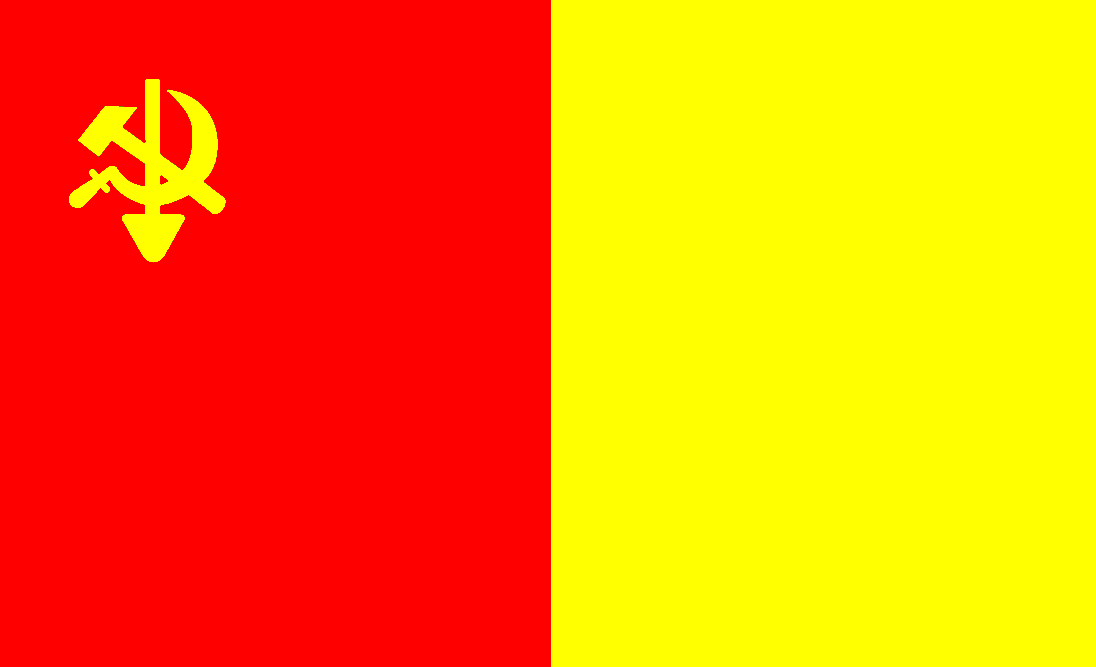
Vlag van Molvanië

Molvanië: een land gevrijwaard van moderne tandheelkunde (originele titel: Molvanîa: a Land Untouched by Modern Dentistry) is een boek uit 2003 geschreven door de Australiërs Tom Gleisner, Santo Cilauro en Rob Sitch. Het boek is een parodie op reisboeken.
Molvanië, oorspronkelijk: Molvanîa, is een fictief land dat zich zou bevinden in Oost-Europa. Het wordt in het boek beschreven als de bakermat van kinkhoest. De oudste kernreactor van Europa zou zich daar bevinden.
Zladko Vladcik zou het land vertegenwoordigen bij het Eurovisiesongfestival, maar werd gearresteerd voor het bezit van drugs en werd uitgezet. Santo Cilauro speelt Zladko in de fictieve inzending voor het festival, het lied "Elektronik – Supersonik", dat een internetfenomeen werd.

## Vervolg
In 2004 kwam een vervolg uit, een reisgids naar het fictieve Aziatische land Phaic Tan, vertaald in het Nederlands als Phaic Tan: een zonnesteek voor een prikkie.